# Martina Kocher
Pour les articles homonymes, voir Kocher.
Martina Kocher, née le 14 mars 1985 à Schwadernau, est une lugeuse suisse.

## Biographie

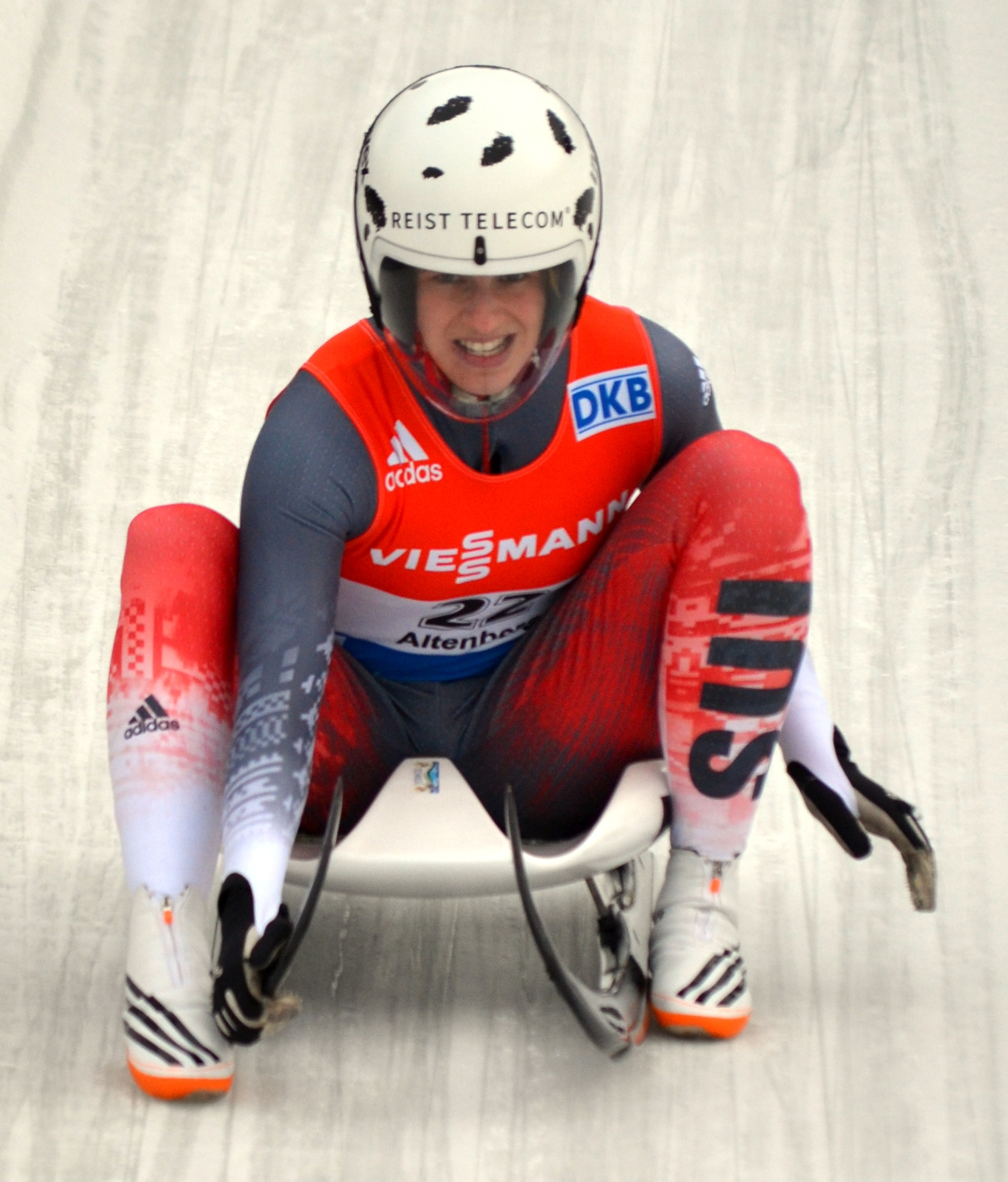
Martina Kocher en 2015.

Martina Kocher a commencé la luge en 1994 grâce à son père, Heinz Kocher, ancien directeur sportif et entraineur de bob et luge. 
Elle a été élève au sein de l'école Hofwil, qui possède le label qualité « Swiss olympic partener » en proposant un enseignement spécialisé pour les sportifs ou les musiciens. Elle a ensuite poursuivi ses études à l’Université de Berne avec les spécialisations sport et anglais. 
Elle est entrée au sein de l’armée suisse qui collabore avec l’Office fédéral du sport pour permettre aux athlètes d’élite qui ont des ambitions au niveau international de concilier service militaire et carrière sportive.
Tout en continuant sa carrière internationale, Martina Kocher est également formatrice professionnelle des sports de compétition et entraîneur officiel suisse.
Martina Kocher est entrée dans l’équipe nationale de luge junior en 1998 avant de rejoindre l’équipe nationale en 2003. Elle a représenté la Suisse lors de trois Jeux olympiques : Turin en 2006, Vancouver en 2010 et Sotchi en 2014.

## Palmarès
| Résultats               | Résultats               | Résultats                        | Résultats                        | Résultats                        | Résultats                        | Résultats                        | Résultats                        | Résultats                        | Résultats                        | Résultats                        | Résultats                        | Résultats                        | Résultats                        | Résultats                        | Résultats                        | Résultats                        |
|                         |                         | 03/04                            | 04/05                            | 05/06                            | 06/07                            | 07/08                            | 08/09                            | 09/10                            | 10/11                            | 11/12                            | 12/13                            | 13/14                            | 14/15                            | 15/16                            | 16/17                            | 17/18                            |
| ----------------------- | ----------------------- | -------------------------------- | -------------------------------- | -------------------------------- | -------------------------------- | -------------------------------- | -------------------------------- | -------------------------------- | -------------------------------- | -------------------------------- | -------------------------------- | -------------------------------- | -------------------------------- | -------------------------------- | -------------------------------- | -------------------------------- |
| Jeux olympiques d'hiver | Jeux olympiques d'hiver | Épreuve inexistante à cette date | Épreuve inexistante à cette date | 12e                              | Épreuve inexistante à cette date | Épreuve inexistante à cette date | Épreuve inexistante à cette date | 7e                               | Épreuve inexistante à cette date | Épreuve inexistante à cette date | Épreuve inexistante à cette date | 9e                               | Épreuve inexistante à cette date | Épreuve inexistante à cette date | Épreuve inexistante à cette date |                                  |
| Championnats du monde   | Ind.                    | Épreuve inexistante à cette date | 21e                              |                                  | 12e                              | 7e                               | 16e                              |                                  | 8e                               | 14e                              | 11e                              | Épreuve inexistante à cette date | 16e                              | 2e                               | 7e                               | Épreuve inexistante à cette date |
| Championnats du monde   | Sprint                  | Épreuve inexistante à cette date | Épreuve inexistante à cette date | Épreuve inexistante à cette date | Épreuve inexistante à cette date | Épreuve inexistante à cette date | Épreuve inexistante à cette date | Épreuve inexistante à cette date | Épreuve inexistante à cette date | Épreuve inexistante à cette date | Épreuve inexistante à cette date | Épreuve inexistante à cette date | Épreuve inexistante à cette date | 1re                              | 2e                               | Épreuve inexistante à cette date |
| Championnats d'Europe   | 11e                     |                                  | 11e                              |                                  | 11e                              |                                  | 8e                               |                                  |                                  | 9e                               |                                  |                                  |                                  |                                  | 4e                               |                                  |
| Coupe du monde          | Coupe du monde          | 30e                              | 20e                              | 13e                              | 8e                               | 11e                              | 11e                              | 11e                              | 9e                               | 10e                              | 10e                              | 12e                              | 6e                               | ?                                | ?                                |                                  |
| Championnats de Suisse  | Championnats de Suisse  | 1re                              | 1re                              | 1re                              | 1re                              | 1re                              | 1re                              |                                  |                                  |                                  |                                  |                                  |                                  |                                  |                                  |                                  |
| Coupe des nations       | Coupe des nations       |                                  |                                  |                                  | 3e                               | 1re                              | 6e                               |                                  |                                  |                                  |                                  |                                  |                                  |                                  |                                  |                                  |
| Challenge Cup           | Challenge Cup           |                                  |                                  |                                  | 6e                               | 7e                               | 6e                               | 8e                               |                                  |                                  |                                  |                                  |                                  |                                  |                                  |                                  |